# 鈴木達也 (1982年生のサッカー選手)
鈴木 達也（すずき たつや、1982年8月1日 - ）は、神奈川県横須賀市出身の元サッカー選手。ポジションはフォワード（FW）、ミッドフィールダー（MF）。

## 来歴
小学生の頃より横浜マリノスの下部組織に在籍し、坂田大輔、田中隼磨らと共にプレーした。2000年には国体の神奈川県選抜に選出され、さらにクラブユース選手権で全国優勝を果たしたが、トップ昇格するよりも自分が中心になれる環境でプレーの幅を広げたいという考えから大学進学を志望。
2001年、筑波大学に進学。2年時の足首骨折によって長期離脱を強いられたことから大学選抜で名を挙げることは無かったが、復帰後は2003年の大学選手権（インカレ）MVP及び2004年のリーグベストイレブン選出など活躍を見せた。同期に兵働昭弘。4年時には3期後輩のFW平山相太と2トップを組んだ。

### 柏レイソル
2005年に大学を卒業し、柏レイソルへ入団。同年は日本代表の玉田圭司らがFWとして定着しており、出場機会に恵まれなかった。
2006年は石崎信弘監督の志向する前線からの連動した守備をこなせる走力が評価され、開幕戦から先発出場。2トップの一角あるいはサイドハーフの位置から、豊富な運動量と攻守の切替えの速さ、枠内シュート率44％という高精度のシュートで チームのJ1昇格に貢献。フランサ、北嶋秀朗、李忠成ら攻撃陣の中でも中軸として起用され、同年のJ's GOAL・J2ニューカマー・オブ・ザ・イヤーに選出された。
2007年4月の第5節横浜FM戦でJ1での初得点を記録。持ち前のスピードとスタミナで攻守に奔走していたが、負傷と太田圭輔の新加入を機に出場機会を減らした。

### FC東京
2008年8月に栗澤僚一と交換トレードの形でFC東京に期限付き移籍。主にスーパーサブとして出場を続けた。
2009年も移籍期間を延長してFC東京に在籍。前年同様に途中交代での出場が続いたが、FWカボレの退団及びMF石川直宏の負傷でレギュラーが離脱したシーズン後半にはその穴を埋める形でスタメンを務め、同年のヤマザキナビスコカップ決勝戦では絶妙なクロスで平山相太の追加点をアシストし、タイトル獲得に貢献。この年はチーム最多タイとなる公式戦45試合出場を記録した。
2010年に完全移籍。その後もレギュラー確保には至らないものの、豊富なスタミナや運動量、守備意欲の高さを武器に、攻撃陣の選択肢を広げた。

### 徳島ヴォルティス
2012年より徳島ヴォルティスへ完全移籍。新加入ながら自身初となるキャプテンを務め、3バック採用時にはウイングバックをこなした。
2013年は、開幕直前の練習試合での左膝負傷により出遅れたことに加え、7月には肉離れ、11月には頬骨骨折と負傷が重なり、また、鈴木不在のチームが好調を維持していたため（後にJ1昇格）、復調しても 中々活躍の場を得られなかった。同年シーズン終了後、契約満了により退団。

### 現在
徳島退団後の鈴木について、これ以降の所属情報は確認されておらず、2025年時点で事実上の引退状態となっているが、2018年9月29日に味の素スタジアムで行われた古巣・FC東京のOB戦では「TEAM BLUE」として参加していた。

## エピソード
- 幼稚園から高校までピアノ教室に通っており、各種プロフィール欄の「特技」にはピアノ演奏と記される[4]。試合のハーフタイム企画としてスコアボードに演奏する姿を収録したVTRが流された事もある（2009年3月、FC東京vs山形にて）。
- 1学年上である石川直宏とは同じ横須賀市で育ち、横浜F・マリノスJY追浜でチームメイトとなる以前の小学生の頃からお互いに存在を見知っていた[24]。FC東京ではポジションが重なったこともあり[5]、長髪の風貌が似ていると指摘されることもあった[24]。

## 所属クラブ
ユース経歴
- 横浜マリノスプライマリー追浜 (横須賀市立高坂小学校[3])
- 横浜マリノスジュニアユース追浜 (横須賀市立浦賀中学校[3])
- 1998年 - 2000年 横浜F・マリノスユース (神奈川県立横須賀高等学校[3])
- 2001年 - 2004年 筑波大学

プロ経歴
- 2005年 - 2009年 柏レイソル
  - 2008年8月 - 2009年 FC東京 (期限付き移籍)
- 2010年 - 2011年 FC東京
- 2012年 - 2013年 徳島ヴォルティス

## 個人成績
| 国内大会個人成績 | 国内大会個人成績 | 国内大会個人成績 | 国内大会個人成績 | 国内大会個人成績 | 国内大会個人成績 | 国内大会個人成績 | 国内大会個人成績 | 国内大会個人成績 | 国内大会個人成績 | 国内大会個人成績 | 国内大会個人成績 |
| 年度             | クラブ           | 背番号           | リーグ           | リーグ戦         | リーグ戦         | リーグ杯         | リーグ杯         | オープン杯       | オープン杯       | 期間通算         | 期間通算         |
| 年度             | クラブ           | 背番号           | リーグ           | 出場             | 得点             | 出場             | 得点             | 出場             | 得点             | 出場             | 得点             |
| 日本             | 日本             | 日本             | 日本             | リーグ戦         | リーグ戦         | リーグ杯         | リーグ杯         | 天皇杯           | 天皇杯           | 期間通算         | 期間通算         |
| ---------------- | ---------------- | ---------------- | ---------------- | ---------------- | ---------------- | ---------------- | ---------------- | ---------------- | ---------------- | ---------------- | ---------------- |
| 2005             | 柏               | 22               | J1               | 1                | 0                | 2                | 0                | 1                | 2                | 4                | 2                |
| 2006             | 柏               | 22               | J2               | 33               | 5                | -                | -                | 1                | 0                | 34               | 5                |
| 2007             | 柏               | 22               | J1               | 16               | 2                | 4                | 1                | 1                | 0                | 21               | 3                |
| 2008             | 柏               | 22               | J1               | 15               | 0                | 0                | 0                | -                | -                | 15               | 0                |
| 2008             | FC東京           | 40               | J1               | 8                | 1                | -                | -                | 3                | 1                | 11               | 2                |
| 2009             | FC東京           | 40               | J1               | 33               | 4                | 10               | 0                | 2                | 1                | 45               | 5                |
| 2010             | FC東京           | 11               | J1               | 15               | 0                | 7                | 0                | 3                | 0                | 25               | 0                |
| 2011             | FC東京           | 11               | J2               | 18               | 2                | -                | -                | 5                | 0                | 23               | 2                |
| 2012             | 徳島             | 10               | J2               | 28               | 1                | -                | -                | 1                | 0                | 29               | 1                |
| 2013             | 徳島             | 10               | J2               | 15               | 1                | -                | -                | 1                | 0                | 16               | 1                |
| 通算             | 日本             | 日本             | J1               | 88               | 7                | 23               | 1                | 10               | 4                | 121              | 12               |
| 通算             | 日本             | 日本             | J2               | 94               | 9                | -                | -                | 8                | 0                | 102              | 9                |
| 総通算           | 総通算           | 総通算           | 総通算           | 182              | 16               | 23               | 1                | 18               | 4                | 223              | 21               |

- Jリーグ初出場：2005年11月23日 - J1リーグ第32節 vsサンフレッチェ広島F.C (広島ビッグアーチ)
- J2リーグ初得点：2006年9月2日 - J2リーグ第37節 vs湘南ベルマーレ (日立柏サッカー場)
- J1リーグ初得点：2007年4月7日 - J1リーグ第5節 vs横浜F・マリノス (日産スタジアム)

## タイトル
- 日本クラブユースサッカー選手権 (U-18)大会 (2000年)
- 全日本大学サッカー選手権大会 (2002年、2003年)
- 関東大学サッカーリーグ戦 (2004年)
- Jリーグカップ (2009年)
- スルガ銀行チャンピオンシップ (2010年)
- Jリーグ ディビジョン2 (2011年)
- 天皇杯全日本サッカー選手権大会 (2011年)

### 個人
- 全日本大学サッカー選手権大会 MVP (2003年)
- 関東大学サッカーリーグ戦 ベストイレブン (2004年)
- J's GOAL選定 J2 Newcomer of the year (2006年[7])